# Sam Brown (zpěvačka)
Sam Brown (* 7. října 1964 Londýn), vlastním jménem Samantha Brown, je britská zpěvačka, písničkářka. Je dcerou rockového kytaristy Joe Browna a zpěvačky Vicki Brownové.
Sam Brown je známá od konce 80. let 20. století, kdy vydala album Stop!. Stejnojmenný singl se v mnoha zemích dostal do první desítky písní v hitparádách. Brownová kromě sólové kariéry působí jako vokalistka, spolupracovala např. s Davidem Gilmourem, Pink Floyd, Jonem Lordem, Deep Purple, Gary Moorem a Georgem Harrisonem.
Je provdaná za hudebního producenta Robina Evanse, se kterým má dvě děti.

## Sólová diskografie
- Stop! (1988)
- April Moon (1990)
- 43 Minutes (1992)
- Box (1997)
- Reboot (2000)
- Ukulele and Voice (2005, EP)
- The Very Best of Sam Brown (2006)
- Of The Moment (2007)